# 할로포름 반응
화학에서 할로포름 반응(Haloform reaction, 리벤 할로포름 반응이라고도 함)은 염기 존재 하에 아세틸기 (R−C(=O)CH
3, 여기서 R은 수소 원자, 알킬기 또는 아릴기)의 완전한 할로젠화에 의해 할로포름 (CHX
3, 여기서 X는 할로젠)이 생성되는 화학 반응이다. 이 반응은 아세틸기를 카복실기 (R−C(=O)OH)로 전환하거나 클로로포름 (CHCl
3), 브로모포름 (CHBr
3), 또는 요오드포름 (CHI
3)을 생성하는 데 사용될 수 있다. 플루오로포름 (CHF
3)은 이러한 방식으로 준비할 수 없음에 유의한다.

## 메커니즘
첫 번째 단계에서 할로젠은 수산화물 존재 하에 불균형 반응을 통해 할라이드와 하이포할라이트를 생성한다.
{\displaystyle {\ce {Br2 + 2 OH- -> Br- + BrO- + H2O}}}
2차 알코올이 존재하면 하이포할라이트에 의해 케톤으로 산화된다.:
메틸 케톤이 존재하면 세 단계 과정으로 하이포할라이트와 반응한다:
1. 염기성 조건에서 케톤은 케토-에놀 토토메리화(keto-enol tautomerisation)를 거친다. 에놀레이트(enolate)는 하이포할라이트(형식적인 +1 전하를 가진 할로젠 포함)에 의해 친전자성 공격을 받는다.
2. α(알파) 위치가 완전히 할로젠화되면 분자는 수산화물과 반응하며, −
CX
3은 세 개의 전자 끌개에 의해 안정화된 이탈기이다. 세 번째 단계에서 −
CX
3 음이온은 이전 단계에서 형성된 용매 또는 카르복실산으로부터 양성자를 빼앗아 할로포름을 형성한다. 적어도 일부 경우(클로랄 수화물)에서는 조건이 산성이고 하이포할라이트가 사용되면 반응이 멈추고 중간 생성물이 분리될 수 있다.

## 범위
기질은 메틸 케톤과 이소프로판올과 같이 메틸 케톤으로 산화될 수 있는 2차 알코올에 광범위하게 제한된다. 이 반응을 거치는 유일한 1차 알코올과 알데하이드는 각각 에탄올과 아세트알데하이드이다. 아세틸아세톤과 같은 1,3-다이케톤도 이 반응을 거친다. 아세토아세트산과 같은 β-케토산도 가열하면 이 반응을 보인다. 아세틸 염화물과 아세트아미드는 이 반응을 거치지 않는다. 사용되는 할로젠은 염소, 브로민, 아이오딘 또는 하이포아염소산 나트륨일 수 있다. 플루오로포름 (CHF3)은 매우 불안정한 하이포플루오라이트 이온의 존재를 필요로 하므로 이 방법으로는 준비할 수 없다. 그러나 RCOCF3 구조를 가진 케톤은 염기 처리 시 분해되어 플루오로포름을 생성한다. 이는 위에 제시된 과정의 두 번째 및 세 번째 단계와 동일하다.

## 응용

### 실험실 규모

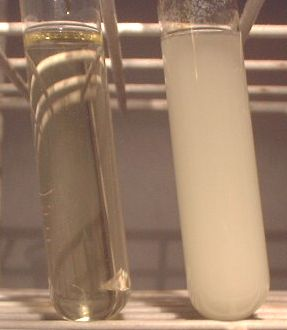
요오드포름 시험의 음성 및 양성 반응

이 반응은 역사적으로 메틸 케톤 또는 메틸 케톤으로 산화될 수 있는 2차 알코올의 존재를 확인하기 위한 화학 시험으로 흔히 사용되었던 요오드포름 시험의 기초를 형성한다. 아이오딘과 수산화나트륨을 시약으로 사용하면 양성 반응은 요오드포름을 생성하는데, 이는 실온에서 고체이며 용액에서 침전되어 특징적인 흐림을 유발하는 경향이 있다.
유기화학에서 이 반응은 말단 메틸 케톤을 해당 카르복실산으로 전환하는 데 사용될 수 있다.

### 산업적으로
과거에는 요오드포름, 브로모포름, 심지어 클로로포름까지 산업적으로 생산하는 데 사용되었다.
이 반응의 변형은 헥사클로로아세톤과 염기 촉매된 중수의 반응으로 중수소화 클로로포름을 제조하는 데 사용된다.
O=C(CCl
3)
2 + D
2O → 2 CDCl
3 + CO
2
또 다른 변형은 중수에서 트리클로로아세트산 칼슘의 분해를 사용한다.
Ca(CCl
3CO
2)
2 + D
2O → 2 CDCl
3 + CaCO
3 + CO
2

### 수돗물 염소 소독의 부산물로
수돗물 염소 소독은 물에 적합한 반응성 불순물(예: 부식산)이 포함되어 있으면 할로포름 형성을 초래할 수 있다. 이러한 반응으로 인해 식수에 발암 물질이 존재할 수 있다는 우려가 있다.

## 역사
할로포름 반응은 알려진 가장 오래된 유기 반응 중 하나이다. 1822년, 조르주-시몽 세루야는 아이오딘의 에탄올 및 물 용액에 칼륨 금속을 첨가하여 포름산 칼륨과 요오드포름을 형성했으며, 당시 언어로는 탄소의 하이드로요오드화물이라고 불렀다. 1832년, 유스투스 폰 리비히는 클로랄과 수산화 칼슘의 반응으로 클로로포름과 포름산 칼슘을 형성한다고 보고했다. 이 반응은 1870년 아돌프 리벤에 의해 재발견되었다. 요오드포름 시험은 리벤 요오드포름 반응이라고도 불린다. 할로포름 반응에 대한 역사 섹션이 포함된 리뷰는 1934년에 발표되었다.